# Yoakum County
Yoakum County je okres ve státě Texas v USA. K roku 2010 zde žilo 7 879 obyvatel. Správním městem okresu je Plains. Celková rozloha okresu činí 2 072 km².